# المنهل (مجلة)
مجلّة المنهل، هي مجلة فلسطينية أدبيّة تاريخيّة اجتماعيّة، (في بعض أجزائها مصوّرة) تصدر بشكل شهريّ بمدينة القدس، في مطبعة المنادي. لصاحبها محمد موسى المغربيّ (الذي حرّر صحيفة المنادي). صدر العدد الأوّل منها عام 1912 إلّا أنّها استمرت لعام واحد فقط ومن ثمّ أغلقت أبوابها. تُعدّ المنهل إحدى المجلات الأوائل التي صدرت في فلسطين بشكل عام ومدينة القدس بشكل خاص، إذ سبقتها مجلة النفائس العصريّة لصاحبها خليل بيدس والتي صدرت عام 1908. أمّا من الصحف، فكانت صحيفة فلسطين قد سبقتها بالصدور عام 1911. في العدد الصادر بتاريخ 1 أيلول 1913 اهتمت المجلة بسيرة الأستاذ روحي بيك الخالدي من خلال نشرها لمقالته التي كانت بعنوان "تمهيد في الآداب العربيّة في فلسطين". كما استعرضت المجلة سيرة الأستاذ الخالدي بشكل مفصّل. لم تصدر المجلة لوقت طويل، إذ أنّها استمرت لعام واحد فقط ومن ثمّ أغلقت أبوابها.، كما لا يُعرف سبب إغلاق المجلة؛ إذا كان لسبب إداريّ، اقتصاديّ أو لسبب نشوء الحرب العالميّة الأولى عام 1914.